# 24 Ore di Le Mans 1983

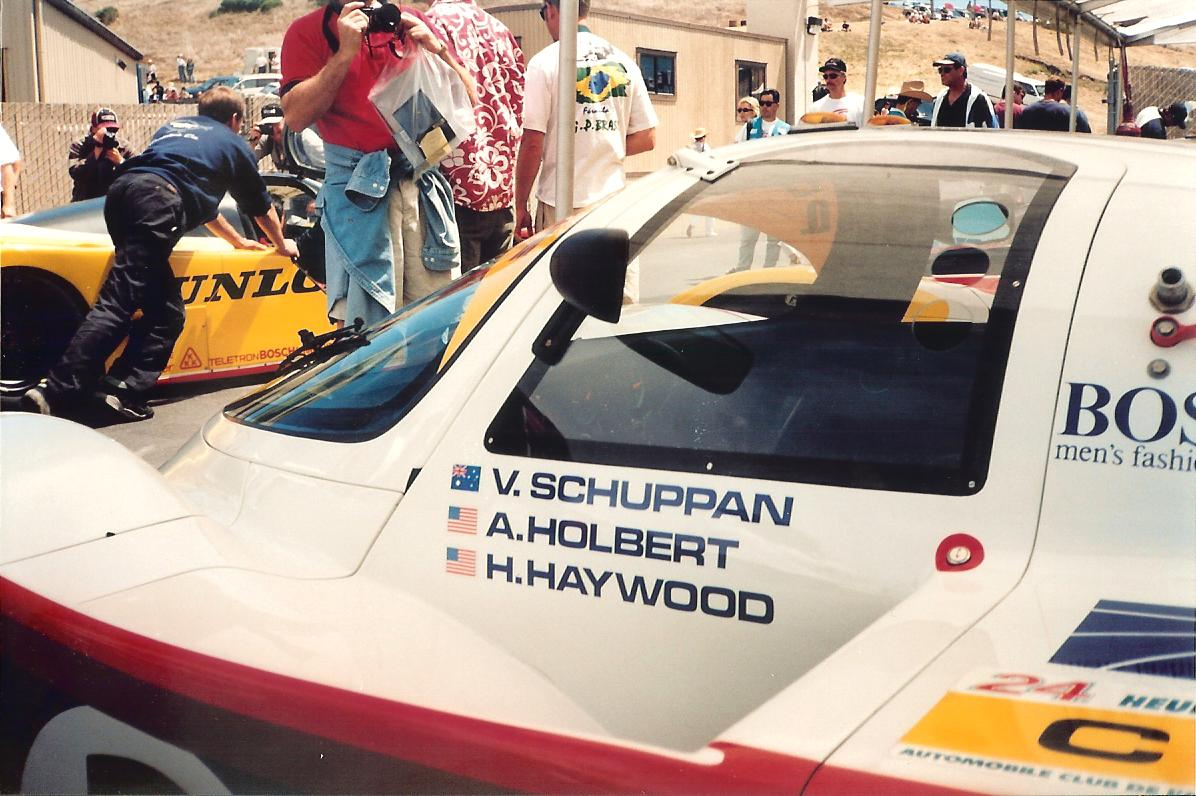
Closeup of the winning Schuppan/Holbert/Haywood Rothmans Porsche 956.

La 24 ore di Le Mans 1983 è stata la cinquantunesima edizione del “Grand Prix of Endurance” e si svolse dal 18 e 19 giugno 1983. La corsa fu valida come quarta prova del Campionato del mondo sportprototipi e del Campionato Europeo Endurance Piloti.
La vittoria fu ottenuta con un arrivo in volata tra le due Porsche 956 ufficiali di Al Holbert e Derek Bell. Bell si era “sdoppiato” nel momento in cui la vettura di Holbert era stata rallentata per surriscaldamento del motore a causa di un'ostruzione del radiatore. Holbert riuscì però ad arrivare al termine con il motore fumante e fermandosi subito dopo il traguardo, tagliato con soli 17 secondi su Bell, la cui vettura era stata attardata nei primi giri, con Jacky Ickx al volante, per un contatto con la vettura del team Lloyd guidata da Jan Lammers.
Vern Schuppan, dopo il terzo posto nell'edizione del 1975 ed il secondo nel 1977 e 1982, divenne il primo australiano a vincere la gara dopo che Bernard Rubin vinse l'edizione del 1928 al volante di una Bentley 4½ Litre.

## Classifica finale

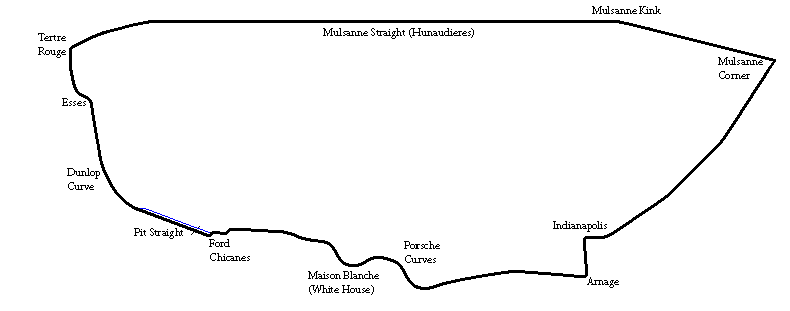
Il circuito di Le Mans nel 1983

| Pos    | Class | No | Squadra                                               | Piloti                                                | Chassis                              | Gomme | Laps |
| Pos    | Class | No | Squadra                                               | Piloti                                                | Engine                               | Gomme | Laps |
| ------ | ----- | -- | ----------------------------------------------------- | ----------------------------------------------------- | ------------------------------------ | ----- | ---- |
| 1      | C     | 3  | Rothmans Porsche                                      | Vern Schuppan Hurley Haywood Al Holbert               | Porsche 956                          | D     | 370  |
| 1      | C     | 3  | Rothmans Porsche                                      | Vern Schuppan Hurley Haywood Al Holbert               | Porsche Type-935 2.6L Turbo Flat-6   | D     | 370  |
| 2      | C     | 1  | Rothmans Porsche                                      | Jacky Ickx Derek Bell                                 | Porsche 956                          | D     | 370  |
| 2      | C     | 1  | Rothmans Porsche                                      | Jacky Ickx Derek Bell                                 | Porsche Type-935 2.6L Turbo Flat-6   | D     | 370  |
| 3      | C     | 21 | Porsche Kremer Racing                                 | Mario Andretti Michael Andretti Philippe Alliot       | Porsche 956                          | G     | 364  |
| 3      | C     | 21 | Porsche Kremer Racing                                 | Mario Andretti Michael Andretti Philippe Alliot       | Porsche Type-935 2.6L Turbo Flat-6   | G     | 364  |
| 4      | C     | 12 | Sorga S.A. / Joest Racing                             | Volkert Merl Clemens Schickentanz Mauricio de Narváez | Porsche 956                          | D     | 361  |
| 4      | C     | 12 | Sorga S.A. / Joest Racing                             | Volkert Merl Clemens Schickentanz Mauricio de Narváez | Porsche Type-935 2.6L Turbo Flat-6   | D     | 361  |
| 5      | C     | 16 | John Fitzpatrick Racing                               | John Fitzpatrick Guy Edwards Rupert Keegan            | Porsche 956                          | G     | 358  |
| 5      | C     | 16 | John Fitzpatrick Racing                               | John Fitzpatrick Guy Edwards Rupert Keegan            | Porsche Type-935 2.6L Turbo Flat-6   | G     | 358  |
| 6      | C     | 8  | Sorga S.A. / Joest Racing                             | Klaus Ludwig Stefan Johansson Bob Wollek              | Porsche 956                          | D     | 354  |
| 6      | C     | 8  | Sorga S.A. / Joest Racing                             | Klaus Ludwig Stefan Johansson Bob Wollek              | Porsche Type-935 2.6L Turbo Flat-6   | D     | 354  |
| 7      | C     | 18 | Obermaier Racing                                      | Axel Plankenhorn Desiré Wilson Jürgen Lässig          | Porsche 956                          | D     | 347  |
| 7      | C     | 18 | Obermaier Racing                                      | Axel Plankenhorn Desiré Wilson Jürgen Lässig          | Porsche Type-935 2.6L Turbo Flat-6   | D     | 347  |
| 8      | C     | 14 | Canon-Lloyd Racing GTi Engineering                    | Jonathan Palmer Jan Lammers Richard Lloyd             | Porsche 956                          | ?     | 339  |
| 8      | C     | 14 | Canon-Lloyd Racing GTi Engineering                    | Jonathan Palmer Jan Lammers Richard Lloyd             | Porsche Type-935 2.6L Turbo Flat-6   | ?     | 339  |
| 9      | C     | 46 | Sauber Team Switzerland                               | Diego Montoya Tony Garcia Albert Naon                 | Sauber C7                            | D     | 338  |
| 9      | C     | 46 | Sauber Team Switzerland                               | Diego Montoya Tony Garcia Albert Naon                 | BMW M88 3.5L I6                      | D     | 338  |
| 10     | C     | 47 | Preston Henn T-Bird Swap Shop John Fitzpatrick Racing | Preston Henn Jean-Louis Schlesser Claude Ballot-Léna  | Porsche 956                          | G     | 327  |
| 10     | C     | 47 | Preston Henn T-Bird Swap Shop John Fitzpatrick Racing | Preston Henn Jean-Louis Schlesser Claude Ballot-Léna  | Porsche Type-935 2.6L Turbo Flat-6   | G     | 327  |
| 11     | B     | 93 | Charles Ivey Racing                                   | John Cooper Paul Smith David Ovey                     | Porsche 930                          | ?     | 303  |
| 11     | B     | 93 | Charles Ivey Racing                                   | John Cooper Paul Smith David Ovey                     | Porsche 3.3L Turbo Flat-6            | ?     | 303  |
| 12     | C Jr  | 60 | Mazdaspeed Co. Ltd.                                   | Takashi Yorino Yojiro Terada Yoshimi Katayama         | Mazda 717C                           | D     | 302  |
| 12     | C Jr  | 60 | Mazdaspeed Co. Ltd.                                   | Takashi Yorino Yojiro Terada Yoshimi Katayama         | Mazda 13B 1.3L 2-Rotor               | D     | 302  |
| 13     | B     | 92 | Georg Memminger                                       | Georg Memminger Heinz Kuhn-Wiess Fritz Müller         | Porsche 930                          | D     | 299  |
| 13     | B     | 92 | Georg Memminger                                       | Georg Memminger Heinz Kuhn-Wiess Fritz Müller         | Porsche 3.3L Turbo Flat-6            | D     | 299  |
| 14     | C     | 54 | Valentin Bertapelle                                   | Bruno Sotty Gérard Cuynet                             | URD C81                              | D     | 292  |
| 14     | C     | 54 | Valentin Bertapelle                                   | Bruno Sotty Gérard Cuynet                             | BMW M88 3.5L I6                      | D     | 292  |
| 15     | B     | 95 | Equipe Alméras Fréres                                 | Jacques Alméras Jean-Marie Alméras Jacques Guillot    | Porsche 930                          | M     | 279  |
| 15     | B     | 95 | Equipe Alméras Fréres                                 | Jacques Alméras Jean-Marie Alméras Jacques Guillot    | Porsche 3.3L Turbo Flat-6            | M     | 279  |
| 16     | C     | 10 | WM Secateva                                           | Roger Dorchy Alain Courdec Pascal Fabre               | WM P83                               | M     | 278  |
| 16     | C     | 10 | WM Secateva                                           | Roger Dorchy Alain Courdec Pascal Fabre               | Peugeot PRV 2.8L Turbo V6            | M     | 278  |
| 17     | C     | 41 | EMKA Productions Ltd.                                 | Tiff Needell Steve O'Rourke Nick Faure                | EMKA C83/1                           | ?     | 275  |
| 17     | C     | 41 | EMKA Productions Ltd.                                 | Tiff Needell Steve O'Rourke Nick Faure                | Aston Martin-Tickford 5.3L V8        | ?     | 275  |
| 18     | C Jr  | 61 | Mazdaspeed Co. Ltd.                                   | Steve Soper Jeff Allam James Weaver                   | Mazda 717C                           | D     | 267  |
| 18     | C Jr  | 61 | Mazdaspeed Co. Ltd.                                   | Steve Soper Jeff Allam James Weaver                   | Mazda 13B 1.3L 2-Rotor               | D     | 267  |
| 19     | C     | 29 | Christian Bussi                                       | Daniel Herregods Jean-Paul Libert Pascal Witmeur      | Rondeau M382                         | D     | 265  |
| 19     | C     | 29 | Christian Bussi                                       | Daniel Herregods Jean-Paul Libert Pascal Witmeur      | Ford Cosworth DFL 3.3L V8            | D     | 265  |
| 20     | B     | 96 | Michel Lateste                                        | Raymond Touroul Michel Lateste Michel Bienvault       | Porsche 930                          | M     | 264  |
| 20     | B     | 96 | Michel Lateste                                        | Raymond Touroul Michel Lateste Michel Bienvault       | Porsche 3.3L Turbo Flat-6            | M     | 264  |
| 21 NC  | B     | 97 | Raymond Boutinaud                                     | Raymond Boutinaud Patrick Gonin Alain le Page         | Porsche 928S                         | D     | 234  |
| 21 NC  | B     | 97 | Raymond Boutinaud                                     | Raymond Boutinaud Patrick Gonin Alain le Page         | Porsche 4.7L V8                      | D     | 234  |
| 22 NC  | C     | 53 | A.S. École Supérieure de Tourisme                     | François Hesnault Thierry Perrier Bernard Salam       | Lancia LC1                           | D     | 232  |
| 22 NC  | C     | 53 | A.S. École Supérieure de Tourisme                     | François Hesnault Thierry Perrier Bernard Salam       | Lancia 1.4L Turbo I4                 | D     | 232  |
| 23 NC  | C     | 51 | Scuderia Sivama Motor                                 | Oscar Larrauri Massimo Sigala Max Cohen-Olivar        | Lancia LC1                           | D     | 217  |
| 23 NC  | C     | 51 | Scuderia Sivama Motor                                 | Oscar Larrauri Massimo Sigala Max Cohen-Olivar        | Lancia 1.4L Turbo I4                 | D     | 217  |
| 24 NC  | C Jr  | 65 | François Duret                                        | John Sheldon François Duret Ian Harrower              | De Cadenet-Lola LM                   | ?     | 214  |
| 24 NC  | C Jr  | 65 | François Duret                                        | John Sheldon François Duret Ian Harrower              | Ford Cosworth DFV 3.0L V8            | ?     | 214  |
| 25 DSQ | C     | 30 | Primagaz                                              | Lucien Guitteny Pierre Yver Bernard de Dryver         | Rondeau M382                         | D     | 266  |
| 25 DSQ | C     | 30 | Primagaz                                              | Lucien Guitteny Pierre Yver Bernard de Dryver         | Ford Cosworth DFL 3.3L V8            | D     | 266  |
| 26 DNF | B     | 94 | Claude Haldi                                          | Claude Haldi Günther Steckkönig Bernd Schiller        | Porsche 930                          | M     | 217  |
| 26 DNF | B     | 94 | Claude Haldi                                          | Claude Haldi Günther Steckkönig Bernd Schiller        | Porsche 3.3L Turbo Flat-6            | M     | 217  |
| 27 DNF | C     | 2  | Rothmans Porsche                                      | Jochen Mass Stefan Bellof                             | Porsche 956                          | D     | 281  |
| 27 DNF | C     | 2  | Rothmans Porsche                                      | Jochen Mass Stefan Bellof                             | Porsche Type-935 2.6L Turbo Flat-6   | D     | 281  |
| 28 DNF | C     | 39 | Viscount Downe - Pace Petroleum                       | Ray Mallock Mike Salmon Steve Earle                   | Nimrod NRA/C2B                       | A     | 218  |
| 28 DNF | C     | 39 | Viscount Downe - Pace Petroleum                       | Ray Mallock Mike Salmon Steve Earle                   | Aston Martin-Tickford DP1229 5.3L V8 | A     | 218  |
| 29 DNF | C     | 24 | Ford France                                           | Thierry Boutsen Henri Pescarolo                       | Rondeau\| M482                       | M     | 174  |
| 29 DNF | C     | 24 | Ford France                                           | Thierry Boutsen Henri Pescarolo                       | Ford Cosworth DFL 4.0L V8            | M     | 174  |
| 30 DNF | C     | 20 | Cooke Racing                                          | Ralph Kent-Cooke Jim Adams François Sérvanin          | Lola T610                            | G     | 165  |
| 30 DNF | C     | 20 | Cooke Racing                                          | Ralph Kent-Cooke Jim Adams François Sérvanin          | Ford Cosworth DFL 4.0L V8            | G     | 165  |
| 31 DNF | B     | 90 | Angelo Pallavicini Brun Motorsport                    | Leopold von Bayern Angelo Pallavicini Jens Winther    | BMW M1                               | D     | 160  |
| 31 DNF | B     | 90 | Angelo Pallavicini Brun Motorsport                    | Leopold von Bayern Angelo Pallavicini Jens Winther    | BMW M88 3.5L I6                      | D     | 160  |
| 32 DNF | C Jr  | 63 | Scuderia Jolly Club                                   | Carlo Facetti Martino Finotto Marco Vanoli            | Alba AR2                             | P     | 158  |
| 32 DNF | C Jr  | 63 | Scuderia Jolly Club                                   | Carlo Facetti Martino Finotto Marco Vanoli            | Giannini Carma FF 1.9L Turbo I4      | P     | 158  |
| 33 DNF | C     | 28 | Rondeau Ford France                                   | Vic Elford Joël Gouhier Anne-Charlotte Verney         | Rondeau M379                         | ?     | 136  |
| 33 DNF | C     | 28 | Rondeau Ford France                                   | Vic Elford Joël Gouhier Anne-Charlotte Verney         | Ford Cosworth DFV 3.0L V8            | ?     | 136  |
| 34 DNF | C     | 6  | Martini Lancia                                        | Paolo Barilla Alessandro Nannini Jean-Claude Andruet  | Lancia LC2                           | D     | 135  |
| 34 DNF | C     | 6  | Martini Lancia                                        | Paolo Barilla Alessandro Nannini Jean-Claude Andruet  | Ferrari 268C 2.6L Turbo V8           | D     | 135  |
| 35 DNF | C     | 5  | Martini Lancia                                        | Piercarlo Ghinzani Hans Heyer Michele Alboreto        | Lancia LC2                           | D     | 121  |
| 35 DNF | C     | 5  | Martini Lancia                                        | Piercarlo Ghinzani Hans Heyer Michele Alboreto        | Ferrari 268C 2.6L Turbo V8           | D     | 121  |
| 36 DNF | C     | 9  | WM Secateva                                           | Jean-Daniel Raulet Michel Pignard Didier Theys        | WM P83                               | M     | 102  |
| 36 DNF | C     | 9  | WM Secateva                                           | Jean-Daniel Raulet Michel Pignard Didier Theys        | Peugeot PRV 2.8L Turbo V6            | M     | 102  |
| 37 DNF | C     | 26 | Ford France                                           | Alain Ferté Jean Rondeau Michel Ferté                 | Rondeau M482                         | M     | 90   |
| 37 DNF | C     | 26 | Ford France                                           | Alain Ferté Jean Rondeau Michel Ferté                 | Ford Cosworth DFL 4.0L V8            | M     | 90   |
| 38 DNF | C     | 11 | John Fitzpatrick Racing                               | John Fitzpatrick David Hobbs Dieter Quester           | Porsche 956                          | G     | 135  |
| 38 DNF | C     | 11 | John Fitzpatrick Racing                               | John Fitzpatrick David Hobbs Dieter Quester           | Porsche Type-935 2.6L Turbo Flat-6   | G     | 135  |
| 39 DNF | C     | 13 | Primagaz                                              | Alain de Cadenet Yves Courage Michel Dubois           | Cougar C01B                          | M     | 86   |
| 39 DNF | C     | 13 | Primagaz                                              | Alain de Cadenet Yves Courage Michel Dubois           | Ford Cosworth DFL 3.3L V8            | M     | 86   |
| 40 DNF | C     | 22 | Porsche Kremer Racing                                 | Derek Warwick Patrick Gaillard Frank Jelinski         | Porsche-Kremer CK5                   | G     | 76   |
| 40 DNF | C     | 22 | Porsche Kremer Racing                                 | Derek Warwick Patrick Gaillard Frank Jelinski         | Porsche Type-935 3.0L Turbo Flat-6   | G     | 76   |
| 41 DNF | C     | 38 | Dome Racing Colin Bennett                             | Eliseo Salazar Chris Craft Nick Mason                 | Dome RC82                            | ?     | 75   |
| 41 DNF | C     | 38 | Dome Racing Colin Bennett                             | Eliseo Salazar Chris Craft Nick Mason                 | Ford Cosworth DFL 3.3L V8            | ?     | 75   |
| 42 DNF | C Jr  | 64 | Hubert Striebig                                       | Hubert Striebig Noël del Bello Jacques Heuclin        | Sthemo SM01                          | ?     | 71   |
| 42 DNF | C Jr  | 64 | Hubert Striebig                                       | Hubert Striebig Noël del Bello Jacques Heuclin        | BMW 2.2L I4                          | ?     | 71   |
| 43 DNF | C     | 49 | Grid Motor Racing Ltd.                                | Fred Stiff Dudley Wood Ray Ratcliff                   | Grid Plaza S1                        | F     | 69   |
| 43 DNF | C     | 49 | Grid Motor Racing Ltd.                                | Fred Stiff Dudley Wood Ray Ratcliff                   | Ford Cosworth DFL 4.0L V8            | F     | 69   |
| 44 DNF | C     | 36 | Brun Motorsport                                       | Jacques Villeneuve Sr. Ludwig Heimrath David Deacon   | Sehcar C6                            | D     | 68   |
| 44 DNF | C     | 36 | Brun Motorsport                                       | Jacques Villeneuve Sr. Ludwig Heimrath David Deacon   | Ford Cosworth DFL 4.0L V8            | D     | 68   |
| 45 DNF | C     | 72 | Rondeau                                               | Dany Snobeck Xavier Lapeyre Alain Cudini              | Rondeau M382                         | M     | 31   |
| 45 DNF | C     | 72 | Rondeau                                               | Dany Snobeck Xavier Lapeyre Alain Cudini              | Ford Cosworth DFL 3.3L V8            | M     | 31   |
| 46 DNF | C     | 4  | Martini Lancia                                        | Michele Alboreto Teo Fabi Alessandro Nannini          | Lancia LC2                           | D     | 27   |
| 46 DNF | C     | 4  | Martini Lancia                                        | Michele Alboreto Teo Fabi Alessandro Nannini          | Ferrari 268C 2.6L Turbo V8           | D     | 27   |
| 47 DNF | C     | 43 | Peer Racing                                           | François Migault David Kennedy Martin Birrane         | Ford C100                            | G     | 16   |
| 47 DNF | C     | 43 | Peer Racing                                           | François Migault David Kennedy Martin Birrane         | Ford Cosworth DFL 3.3L V8            | G     | 16   |
| 48 DNF | C     | 25 | Ford France                                           | Jean-Pierre Jaussaud Philippe Streiff                 | Rondeau M482                         | M     | 12   |
| 48 DNF | C     | 25 | Ford France                                           | Jean-Pierre Jaussaud Philippe Streiff                 | Ford Cosworth DFL 3.3L V8            | M     | 12   |
| 49 DNF | C     | 15 | Belga- Joest Racing                                   | Jean-Michel Martin Marc Duez Philippe Martin          | Porsche 936C                         | D     | 9    |
| 49 DNF | C     | 15 | Belga- Joest Racing                                   | Jean-Michel Martin Marc Duez Philippe Martin          | Porsche Type-935 2.7L Turbo Flat-6   | D     | 9    |
| 50 DNF | C     | 42 | Richard Cleare Racing                                 | Tony Dron Richard Cleare Richard Jones                | Porsche-Kremer Racing CK5            | ?     | 8    |
| 50 DNF | C     | 42 | Richard Cleare Racing                                 | Tony Dron Richard Cleare Richard Jones                | Porsche Type-935 3.0L Turbo Flat-6   | ?     | 8    |
| 51 DNF | B     | 91 | Edgar Dören                                           | Alain Yvon Jean-Marie Lemerle Michael Krankenberg     | Porsche 930                          | ?     | 7    |
| 51 DNF | B     | 91 | Edgar Dören                                           | Alain Yvon Jean-Marie Lemerle Michael Krankenberg     | Porsche 3.0L Turbo Flat-6            | ?     | 7    |

## Statistiche
- Pole Position - #1 Rothmans Porsche - 3:16.560
- Giro più veloce - #1 Rothmans Porsche - 3:29.070
- Distanza - 5047.934 km
- Velocità media - 210.330 km/h